# Peste di Atene
La peste di Atene colpì la città-stato di Atene durante il secondo anno della guerra del Peloponneso (430 a.C.), quando una vittoria ateniese sembrava ancora a portata di mano. Si crede possa essere entrata ad Atene attraverso il Pireo, il porto della città e l'unica fonte di cibo e rifornimenti. Gran parte del Mediterraneo orientale venne colpito dal focolaio della malattia. L'epidemia tornò altre due volte, nel 429 a.C. e nell'inverno del 427/426 a.C..

## Antefatto
Sparta e i suoi alleati,  di Corinto, avevano delle economie quasi esclusivamente di terraferma, in grado di evocare grandi eserciti di terra quasi imbattibili. Sotto la direzione di Pericle, gli ateniesi si ritirarono dietro le mura della città di Atene, basandosi sulla loro supremazia marittima per quanto riguardava l'alimentazione, mentre la superiorità della flotta ateniese molestava i movimenti delle truppe spartane. Purtroppo la strategia portò al fatto che molte persone dalle campagne si riversassero nella città già ben popolata, provocando la mancanza di cibo e di altri rifornimenti. A causa dei quartieri molto vicini e della scarsa igiene, Atene divenne un terreno fertile per le malattie e molti cittadini morirono e tra questi anche Pericle, sua moglie e i suoi figli Paralus e Santippo.
Nella sua Guerra del Peloponneso, lo storico contemporaneo Tucidide considerato "il primo storico scientifico", descrisse l'epidemia come una malattia proveniente dall'Etiopia che passò attraverso l'Egitto e la Libia nel mondo greco. Una piaga così grave e mortale che nessuno riusciva a ricordarne altra simile, e i medici ignorandone la sua natura, non solo erano impotenti, ma essi stessi ne morivano in breve, dato che avevano più contatti con i malati. Nella sovraffollata Atene la malattia uccise da un terzo a due terzi della popolazione. La vista dei roghi ardenti ad Atene consigliò agli spartani di ritirare le loro truppe non volendo rischiare il contagio con il nemico malato. Molti soldati ed esperti marinai di Atene morirono assieme al loro generale Pericle. Dopo la morte di Pericle, Atene fu amministrata da un certo numero di capi che Tucidide descrisse come incompetenti o deboli. Secondo Tucidide, fino al 415 a.C. Atene non aveva recuperato a sufficienza per poter tentare una grande offensiva, la disastrosa spedizione siciliana.

## Cause
Gli storici hanno a lungo cercato di identificare la malattia nota come la peste di Atene. La malattia è stata tradizionalmente considerata un focolaio di peste bubbonica nelle sue molteplici forme, ma riconsiderazioni dei sintomi riferiti e dell'epidemiologia hanno portato gli studiosi ad avanzare ipotesi alternative. Queste comprendono tifo, vaiolo, morbillo e sindrome da shock tossico. Altri hanno suggerito trattarsi di antrace diffuso dalle molte mandrie di bestiame concentrate all'interno delle mura cittadine. Sulla base delle somiglianze descrittive con i recenti focolai in Africa, e visto che la peste ateniese era apparentemente venuta dall'Africa (come pensava Tucidide), si ipotizza potesse trattarsi di ebola o febbre emorragica.
Data la possibilità che i sintomi di una malattia nota possano essere mutati nel tempo o che la peste sia stata causata da una agente patogeno che non esiste più, la natura esatta della peste ateniese non potrà mai essere conosciuta. Inoltre, l'affollamento causato dall'afflusso di rifugiati portò alla scarsità di cibo e delle forniture di acqua e all'accumulo di rifiuti con enorme proliferazione di topi, mosche, zanzare, pidocchi. Queste condizioni avrebbero incoraggiato più di una malattia infettiva durante l'epidemia. Tuttavia il miglioramento delle tecnologie scientifiche può rivelare nuovi indizi.
Nel 2005 è stata fatta una correlazione tra il DNA estratto dalla polpa dentale di tre denti recuperati dal cimitero del Ceramico (dagli scavi del 1994-95) ad Atene scoprendo batteri patogeni di febbre tifoidea.

### Tifo
Nel gennaio 1999, l'Università del Maryland ha dedicato la sua quinta conferenza medica annuale, a casi storici noti come ad esempio la peste di Atene, giungendo alla conclusione che la malattia che uccise i greci e il loro capo militare e politico, Pericle, può essere stata il tifo esantematico. "Un'epidemia di tifo è la migliore spiegazione", ha detto il dottor David Durack, professore di medicina presso la Duke University. "Colpisce di più in tempi di guerra e privazioni e ha una mortalità di circa il 20 per cento, uccide la vittima dopo circa sette giorni e provoca a volte delle complicazioni come la gangrena delle punte delle dita delle mani e dei piedi. La peste di Atene aveva tutte queste caratteristiche." Nei casi di tifo, la disidratazione progressiva, la debilitazione e il collasso cardiovascolare possono causare la morte del paziente.
Questo parere medico è condiviso da A. W. Gomme, un ricercatore e interprete della storia di Tucidide, il quale crede che il tifo fosse stato la causa dell'epidemia. Questa opinione è espressa nella sua monumentale opera  Commenti storici su Tucidide  (Historic Comments on Thucydides), completata dopo la morte di Gomme da A. Andrewes, membro dell'Academy of Athens, e K. J. Dover. Angelos Vlachos (Άγγελος Βλάχος), diplomatico, nel suo Remarks on Thoucydides (in greco: Παρατηρήσεις στο Θουκυδίδη, [1992] I: 177–-78) accetta e sostiene l'opinione di Gomme: "Oggi, secondo Gomme, è generalmente accettato che si trattasse di tifo" ("Σήμερα, όπως γράφει ο Gomme, έχει γίνει από όλους παραδεκτό ότι ήταν τύφος"). Altri ricercatori non sono d'accordo, notando, tra le altre discrepanze, l'assenza nel tifo dei drammatici sintomi gastrointestinali come sono descritti da Tucidide.

### Febbre tifoide
Una diversa risposta è stata trovata nello studio del DNA di alcuni denti recuperati da un'antica fossa sepolcrale greca, da Manolis Papagrigorakis dell'Università di Atene, che ha trovato sequenze di DNA simili a quelle dell'organismo che causa la febbre tifoidea. I sintomi generalmente associati alla febbre tifoidea assomigliano a quelli descritti da Tucidide. Essi comprendono: 
- febbre elevata da 39 °C a 40 °C che sale velocemente;
- brividi
- bradicardia (basse pulsazioni)
- astenia
- diarrea
- mal di testa
- mialgia (dolori muscolari)
- anoressia
- costipazione
- dolore addominale
- in alcuni casi, eruzioni cutanee
- sintomi estremi come perforazione intestinale o emorragia.

Alcuni aspetti della febbre tifoide sono in chiaro contrasto con la descrizione di Tucidide. Gli animali necrofori non muoiono da infezione di tifo, l'insorgenza di febbre tifoide è in genere lenta e sottile, e il tifo generalmente uccide più tardi nel corso della malattia.
Alcuni ricercatori hanno contestato i risultati, citando gravi difetti metodologici nello studio del DNA derivato dalla polpa dentale. Tuttavia, gli autori dello studio originale hanno sottolineato che le obiezioni erano molto fragili, e la metodologia utilizzata per produrre la smentita aveva dimostrato in passato di dare risultati contrastanti.

### Febbre emorragica virale
La narrazione di Tucidide accenna a un aumento del rischio tra gli operatori sanitari, che è più tipico del contagio-diffusione da persona a persona della febbre emorragica (ad esempio, ebola o virus di Marburgo) che non del tifo o febbre tifoide. Risulta insolito, a differenza di quanto si riscontra nella storia delle epidemie durante le operazioni militari, soprattutto quando la stretta vicinanza fisica dei combattenti è la regola, che le truppe spartane assedianti non siano state colpite dalla malattia che imperversava vicino a loro all'interno della città. La descrizione di Tucidide invita inoltre al confronto con la febbre emorragica virale nel carattere e nella sequenza dei sintomi sviluppati e dell'esito solitamente fatale intorno all'ottavo giorno. Alcuni scienziati hanno interpretato l'espressione di Tucidide "lugx kenē" come sintomo di singhiozzo, che è riconosciuto nella malattia da virus ebola. Lo scoppio della febbre emorragica virale in Africa nel 2012 e nel 2014 conferma il maggiore pericolo di contagio per gli operatori sanitari e la necessità di precauzioni di barriera per prevenire la diffusione della malattia durante i riti funerari. Con un periodo di incubazione fino a 21 giorni, la trasmissione dell'ebola tramite il commercio tra il Nilo e il porto del Pireo è chiaramente plausibile. La consuetudine degli antichi greci con i fornitori africani e le loro terre si riflette nelle accurate riproduzioni di scimmie negli affreschi e nelle ceramiche, in particolare di cercopitechi, il tipo di primati responsabile della trasmissione del virus di Marburgo in Germania e in Jugoslavia quando la malattia venne individuata nel 1967. Circostanza interessante è la quantità di avorio utilizzata dallo scultore ateniese Fidia, insieme all'oro, nelle due grandi statue di Atena e di Zeus (una delle Sette meraviglie), che erano state realizzate nello stesso decennio. Mai nell'arte antica era stato utilizzato così tanto avorio.
Una seconda narrazione storica che suggerisce di una febbre emorragica eziologia è quella di Tito Lucrezio Caro. Scrivendo nel I secolo a.C. Lucrezio caratterizzò la peste di Atene con scarichi sanguinosi o neri dagli orifizi del corpo. Lucrezio era un ammiratore degli scienziati greci di Sicilia, Empedocle e Acrone. Mentre nessuna delle opere originali di Acrone, un medico, è pervenuta, si segnala che morì intorno al 430 a.C. dopo un viaggio ad Atene per combattere la peste.
Purtroppo l'identificazione basata sulla sequenza del DNA è limitata dall'incapacità di alcuni agenti patogeni di lasciare una impronta recuperabile dopo millenni da reperti archeologici . La mancanza di una firma sufficientemente durevole dovuta al passaggio di un virus significa che alcune eziologie, in particolare i virus della febbre emorragica, non sono ipotesi verificabili usando tecniche scientifiche attualmente disponibili.

## Implicazioni sociali
Le fonti descrivono la peste ateniese e le conseguenze sociali dell'epidemia. Secondo Tucidide in questi periodo si verificò la completa scomparsa dei costumi sociali. L'effetto devastante della diffusione di una malattia grave sul comportamento sociale e religioso venne documentato anche durante la pandemia meglio conosciuta come morte nera.

### La paura della legge
Tucidide afferma che le persone cessarono di temere la legge in quanto sentivano di vivere già sotto una condanna a morte. Allo stesso modo, la gente iniziò a spendere il denaro indiscriminatamente. Molti ritenevano che non avrebbero vissuto abbastanza a lungo per godere i frutti di un saggio investimento, mentre alcuni tra i poveri improvvisamente divennero ricchi ereditando la proprietà dei loro parenti. Si registrò inoltre che molti rinunciavano a comportarsi onorevolmente perché non si aspettavano di vivere abbastanza a lungo per usufruire della buona reputazione.

### Cura della malattia e morte
Un altro motivo per la mancanza di un comportamento onorevole era la contagiosità della malattia. Coloro che tendevano ad ammalarsi erano più vulnerabili alla malattia. Questo fece sì che molte persone morissero solo perché nessuno era disposto a rischiare di prendersi cura di loro. I morti furono ammucchiati e abbandonati alla decomposizione o gettati in fosse comuni. A volte coloro i quali trasportavano i morti incontravano un rogo già in fiamme, e su di esso scaricavano i cadaveri. Altri preparavano cataste di legna per cremare i loro morti. Quanti ebbero la fortuna di sopravvivere alla peste svilupparono un'immunità e divennero poi i custodi di coloro che si andavano ammalando.
Una fossa comune e quasi 1 000 tombe, databili tra il 430 e il 426 a.C., sono state trovate appena fuori l'antico cimitero del Ceramico di Atene. La fossa comune era delimitata da un muretto che sembra aver protetto il cimitero da una zona umida. Scavata nel periodo 1994–95, la tomba a forma di albero poteva aver contenuto un totale di 240 persone, almeno una decina delle quali bambini. Gli scheletri nelle tombe erano disposti in modo casuale, senza strati di terreno tra essi.
L'archeologo Efi Baziotopoulou-Valavani, della Terza Ephoreia (Direzione) delle Antichità, riferì che: "le fosse comuni non hanno un carattere monumentale, le offerte che abbiamo trovato sono di tipo comune e di basso costo, vasi funerari neri, alcune piccole lampade ad olio a figure rosse della seconda metà del V secolo a.C. I corpi furono deposti nella fossa nel giro di un giorno o due. Questi fattori portano a pensare a una sepoltura di massa in uno stato di panico, molto probabilmente a causa di una pestilenza."

### Conflitti religiosi
La peste causò anche dubbi di ordine religioso. Dal momento che la malattia aveva colpito, senza riguardo alla pietà che una persona aveva verso gli dei, la gente si sentiva abbandonata da essi e sembrava che non si ricavasse alcun beneficio dal loro culto. I templi stessi erano in stato di abbandono, poiché i rifugiati provenienti dalle campagne ateniesi erano stati costretti a trovarvi una sistemazione. Presto gli edifici sacri furono pieni di morti e morenti. Gli ateniesi pensarono che la peste fosse la prova che gli dei favorivano Sparta, e questo era stato confermato da un oracolo, il quale disse che Apollo stesso (il dio della malattia e della medicina) avrebbe combattuto per Sparta. Un oracolo in precedenza aveva avvertito che "la guerra con i Dori [spartani] è in arrivo e con essa la morte".
Tucidide è scettico su queste conclusioni e ritiene che le persone erano semplicemente superstiziose. Egli si basa sulla teoria medica prevalente del tempo, la teoria ippocratica, e si sforza di raccogliere le prove attraverso l'osservazione diretta. Egli osserva che gli uccelli e gli animali che avevano mangiato cadaveri infettati dalla peste erano morti a loro volta, cosa che lo portò a concludere per una causa naturale della malattia piuttosto che una sovrannaturale.